# Морозови (Орічівський район)
Моро́зови (рос. Морозовы) — присілок у складі Орічівського району Кіровської області, Росія. Входить до складу Спас-Талицького сільського поселення.
Населення становить 1 особа (2010)%.